# Suc d'Ayme
 (mars 2024).
Si vous disposez d'ouvrages ou d'articles de référence ou si vous connaissez des sites web de qualité traitant du thème abordé ici, merci de compléter l'article en donnant les références utiles à sa vérifiabilité et en les liant à la section « Notes et références ».
Le suc d'Ayme est un suc faisant partie du massif du Meygal, culminant à 1 137 m d'altitude, dans le Velay en France.

## Géographie

### Situation
La montagne se trouve sur le territoire de la commune de Bessamorel et son versant occidental s'étend sur celui de Saint-Julien-du-Pinet, dans le département de la Haute-Loire.
Une croix sommitale marquant la fin de l'ascension est installée en 2011, avec un panorama qui s'ouvre sur l'Yssingelais, une partie du pays des Sucs ainsi que sur le massif du Meygal, le Pilat, en fonction de la clarté du ciel et de l'absence de brume sur une partie des Alpes, dont le mont Blanc, sur le mont Mézenc à l'est, et sur les monts du Forez au nord-ouest.

### Géologie
Le sous-sol est constitué de lave alcaline cristallisée, clairement visible dans la carrière située à la base du dôme d'extrusion. Elle exhibe une structure trachytique fluide bien définie. Ces éruptions phonolitiques représentent les manifestations les plus anciennes qui définissent le graben du Velay oriental, datant de 12,9 millions d'années.

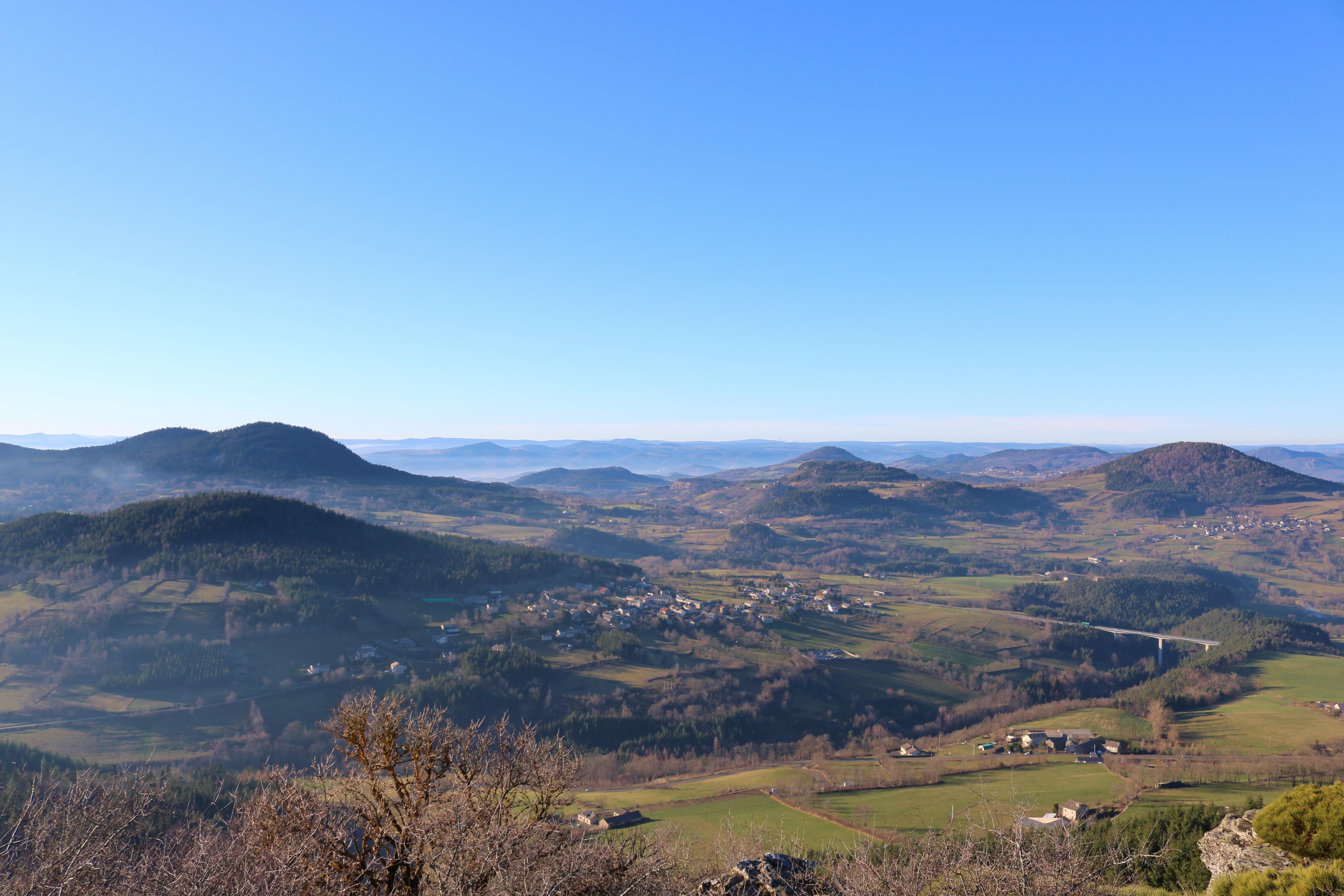
Vue sur Bessamorel et son viaduc (au centre), le suc d'Ayme (à droite) depuis le suc de Saussac (1 149 m).
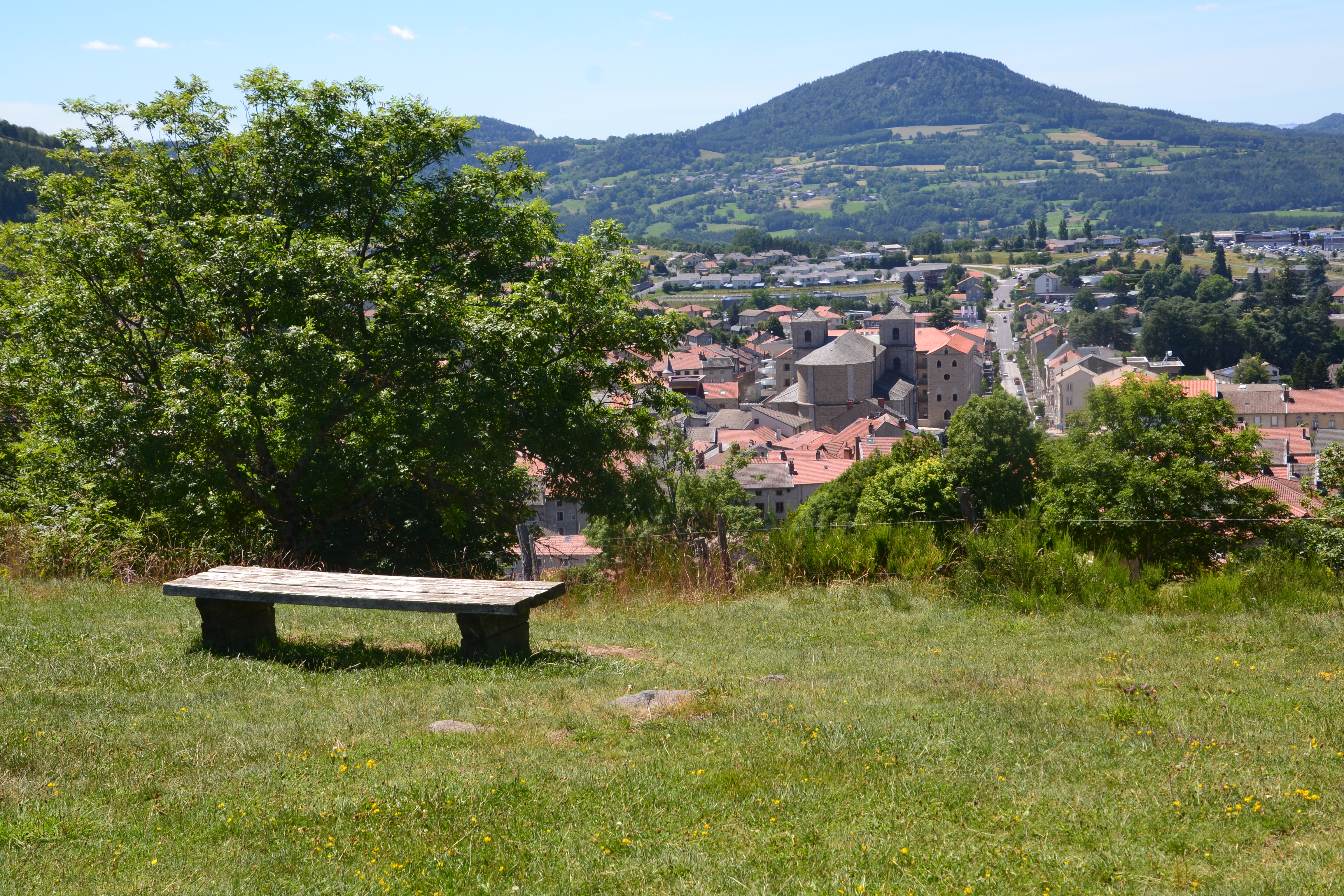
Le suc d'Ayme (au fond) depuis la colline de Saint-Roch (918 m) à Yssingeaux.
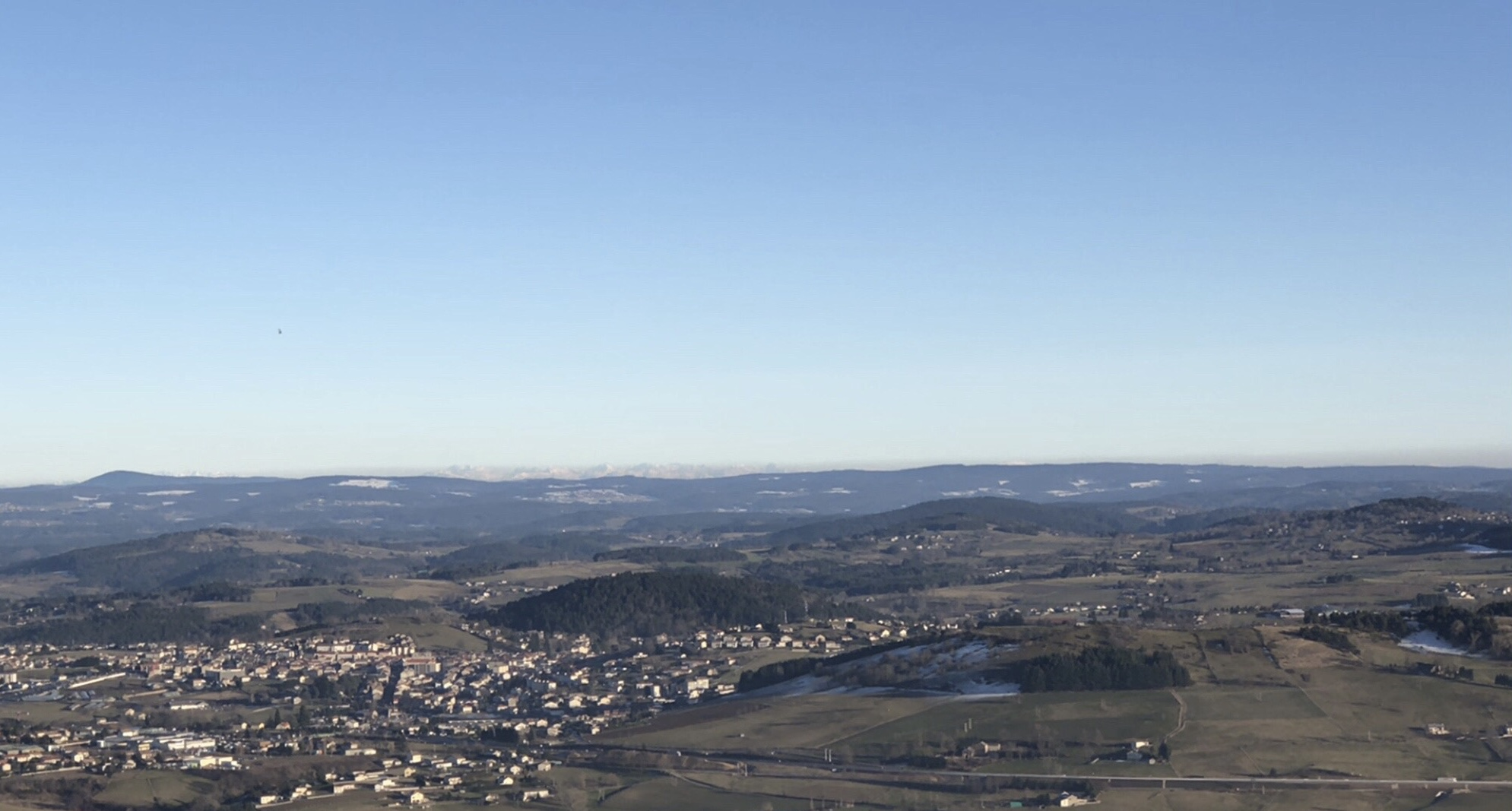
Depuis le suc d'Ayme : Yssingeaux (en bas à gauche), la RN88 (en dessous), les Alpes (Écrins, Vercors, Belledonne et Grandes Rousses, en fond) et le Pilat (au fond à gauche).

## Randonnée
Le sommet est parcouru par un sentier de petite randonnée.